# Гува (район Афин)
Гу́ва (греч. Γούβα, А́йос-Арте́миос, Άγιος Αρτέμιος) — один из самых густонаселенных районов Афин, столицы Греции. Расположен на южной окраине общины (дима) Афины, между Первым афинским кладбищем и афинским пригородом Дафни.
18 июня 1943 года части немцев, жандармов и «батальонов безопасности» оцепили кварталы Гува, Панграти, Кесариани, Купонья, Зографос — до Амбелокипи. Бойцы Народно-освободительной армии Греции (ЭЛАС) героически отразили врага, нанесли ему серьезные удары и заставили отступить на исходные рубежи. Противник потерял 120 человек убитыми и ранеными.